# デイヴィッド2世 (スコットランド王)
デイヴィッド2世（David II, 1324年3月5日 - 1371年2月22日）は、スコットランド王（在位：1329年 - 1371年）。ロバート1世の子。エドワード・ベイリャルと王位を争った。

## 生涯
1328年のイングランドとの条約で、同年7月17日にベリクでエドワード2世の娘ジョーンと結婚した。1329年、ロバート1世の死後、デイヴィッド2世としてわずか5歳で王位を継承した。
これに対し、所領を失っていたベイリャル派の貴族たちは、1332年8月にジョン・ベイリャルの長男エドワードを担いで反乱を起こした。イングランド王エドワード3世の支援を受けた反乱軍は、スコットランド王軍をダプリン・ムーアの戦い（Battle of Dupplin Moor）で破り、エドワード・ベイリャルがスコットランド王として戴冠した。
エドワード3世の後押しで王座に就いたエドワード・ベイリャルは、イングランド王に臣従を誓い、南部5州を割譲した。これに怒ったジェームズ・ダグラスの弟アーチボルト・ダグラスは、同年12月に反乱を起こし、アナンでエドワード・ベイリャルを破った。エドワード・ベイリャルはイングランドに逃走した。しかし翌年にアーチボルトは、ハリダン・ヒルの戦い（Battle of Halidon Hill）でエドワード3世に敗れ、戦死した。
これを見たデイヴィッド2世は、翌1334年に王妃とともにフランスに逃れた。フランスでは丁重に迎えられ、ノルマンディーのガイヤール城（Château-Gaillard）を住居として与えられた。
1337年、イングランドとフランスの間に百年戦争が起こった。当初、デイヴィッド2世はフランス王フィリップ6世に従って北フランスの遠征に従軍した。スコットランドではデイヴィッド2世支持のブルース派の貴族達が勢力を挽回しており、1341年にフィリップ6世は、イングランドを北から牽制する目的でデイヴィッド2世をスコットランドに帰国させた。帰国したデイヴィッド2世はスコットランドの掌握に成功し、スコットランドとフランス間の古い同盟 (Auld Alliance) に従って、1346年10月にイングランド侵攻の軍を起こした。しかしネヴィルズ・クロスの戦いで大敗し、デイヴィッド2世は囚われの身となった。デイヴィッド2世はロンドンやハンプシャーに居住し、11年間捕囚として暮らした。ただし、エドワード3世の妹ジョーンを妻に持ち、自身もイングランド王家の血を引くデイヴィッド2世はイングランドで厚遇され、その生活は比較的自由で快適なものだったという。
1357年10月に、10万マークを10年の分割払いという身代金でデイヴィッド2世は釈放された（ベリック条約 (1357年)も参照）。しかし、貧しいスコットランドに身代金の負担は大きく、またイングランドでの気ままな生活を懐かしがっていたデイヴィッド2世は、身代金の代わりにスコットランド王位をエドワード3世またはその子供に譲るという密約を交わし、1367年にイングランドへ戻った。スコットランド議会はアーブロース宣言に従い、エドワード3世の息子クラレンス公ライオネルの次期王位を否定し、身代金を払い続けることで対抗した。
こうした中、1371年にデイヴィッド2世はエディンバラ城で死去した。1362年に死別した最初の妃ジョーンとの間にも、1364年2月20日に再婚した2番目の妃マーガレット・ドラモンドとの間にも子供はなく、甥で摂政として実質的にスコットランドを統治していたロバート・ステュアートがロバート2世として王位に就き、ステュアート朝を開いた。